# (3816) Чугайнов
(3816) Чугайнов (лат. Chugainov) — типичный астероид главного пояса, открыт 8 ноября 1975 года советским астрономом Николаем Черных в Крымской астрофизической обсерватории и 1 сентября 1993 года назван в честь советского астронома Павла Чугайнова.

## Обнаружение и именование
(3816) Чугайнов
Открыт 8 ноября 1975 года в Научном Н. С. Черных.
Назван в память об астрономе Крымской астрофизической обсерватории на протяжении более 30 лет Павле Фёдоровиче Чугайнове (1933—1992),  видном специалисте в области звёздной фотометрии и физики. Известный своими исследованиями красных карликов, Чугайнов возглавлял рабочую группу по вспыхивающим звёздам комиссии № 27 МАС и в течение нескольких лет был членом Организационного комитета комиссии № 25 МАС.
Оригинальный текст (англ.)3816 Chugainov
Discovered 1975-11-08 by Chernykh, N. at Nauchnyj.
Named in memory of Pavel Fedorovich Chugainov (1933—1992), astronomer at the Crimean Astrophysical Observatory for more than 30 years, and a prominent specialist in stellar photometry and physics. Known for his research on red dwarfs, Chugainov was the head of the Working Group on Flare Stars of IAU Comission 27 and he had been a member of the Organizing Committee of IAU Commission 25 for some years.
Источники: DISCOVERY.DB; M.P.C. 22499.

## Орбита

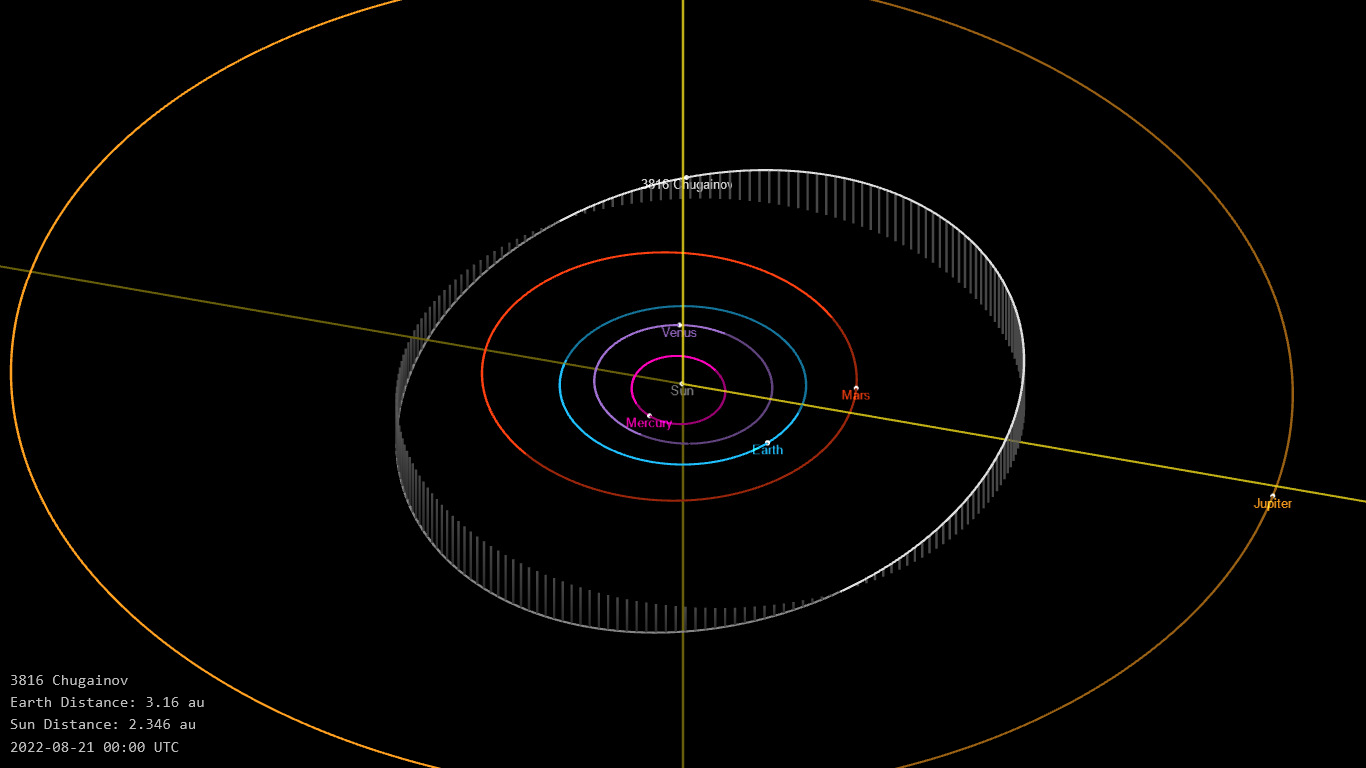
Орбита астероида Чугайнов и его положение в Солнечной системе

## Физические характеристики
Астероид относится к таксономическому классу S.
По результатам наблюдений в видимом и ближнем инфракрасном диапазоне космического телескопа NEOWISE и наблюдений в инфракрасном диапазоне спутника Akari диаметр астероида сначала оценивался равным 13,114±0,057 км, позже — 14,29±0,58 км и 12,323±0,110 км. Согласно тем же источникам альбедо оценивается как 0,1798±0,0330, 0,151±0,013 и
0,220±0,028.